# Karacke

Karacke aus Mittelmeerraum um 1495, Ausschnitt des Ursula-Zyklus von Vittore Carpaccio

Die Karacke (abgeleitet von flämisch kraeck, [kraːk]) war ein Segelschiffstyp des ausgehenden Mittelalters und der beginnenden Neuzeit. Der Schiffstyp tauchte erstmals in der ersten Hälfte des 14. Jahrhunderts in Genua als carraca auf und war bis zum Anfang des 17. Jahrhunderts weit verbreitet. Er wurde sowohl als Handels- als auch als Kriegsschiff genutzt.

## Entwicklung
Die Karacke entwickelte sich aus dem Nef und dem Kraweel. Die Peter von Danzig wird heute manchmal als Karacke bezeichnet, wurde aber zu seiner Betriebszeit „das große Kraweel“ genannt und wird auch vom Deutschen Museum als Kraweel vorgestellt. In ähnlicher Weise ist nicht ganz sicher, ob Columbus' Santa Maria wirklich eine Karacke war, oder nur eine Karavelle.
In der zweiten Hälfte des 15. Jahrhunderts ähnelte sie dem spanisch-portugiesischen Schiffstyp Nao sowie dem nordeuropäischen Hulk. Sie ähnelte auch der Karavelle, war jedoch erheblich größer und schwerer. Die Länge konnte über 50 Meter und die Tragfähigkeit über 1000 Tonnen betragen. Damit war die Karacke in der westlichen Welt wahrscheinlich der größte Schiffstyp der Zeit.

## Bauform

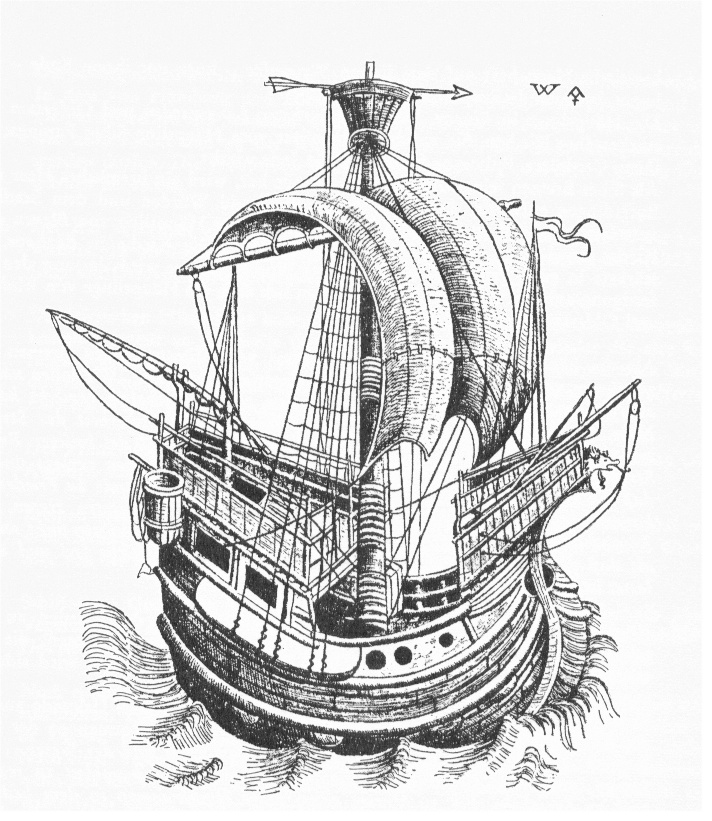
Karacke um 1475, Kupferstich von Israhel van Meckenem

Die Karacke war ein Dreimaster, im 16. Jahrhundert auch Viermaster, dessen Rumpf in Kraweelbauweise beplankt war. Typische Merkmale, die jedoch abweichen können, sind:
- Bugspriet mit Blinde(n)
- Fockmast mit einem Rahsegel
- Großmast mit einem oder zwei Rahsegeln
- Besanmast mit Lateinersegel
- Bauchige Form des Rumpfes und Rundgatt
- Schnabelförmiger Bug
- Senkrechte Verstrebungen am seitlichen Außenrumpf (bularcamas)
- Vorderkastell
- zweideckiges Achterkastell

Der größte Teil des Seeverkehrs im frühen Entdeckerzeitalter (15./16. Jahrhundert) zwischen Spanien und Portugal einerseits und Amerika und Ostindien andererseits wurde mit Karacken und Karavellen durchgeführt.

## Beispiele

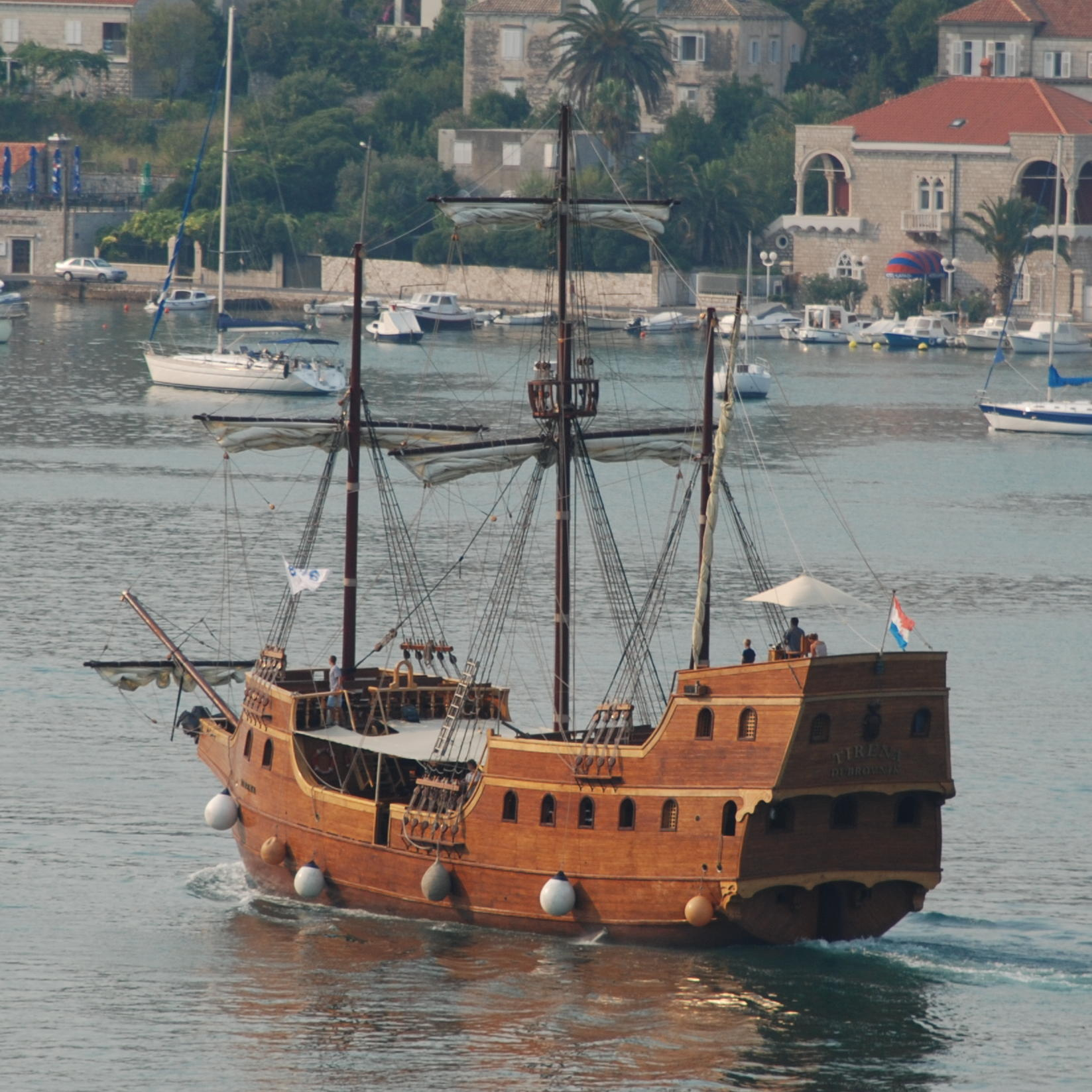
Nachbau einer Karacke der Republik Ragusa im Dubrovniker Stadthafen

Die chonologisch nach Baujahren geordnete Liste zeigt, die beiden frühesten Beispiele waren durchaus nicht die kleinsten. Die Größentendenz mag durch die von Bekanntheit beeinflusste Auswahl verzerrt sein, denn eher klein sind hier die auf Entdeckungsreisen eingesetzten Schiffe.
- Grace Dieu, 1418, Lüa 67 m, 2750 t, Flaggschiff Heinrichs V. von England, ungewöhnlich großer Übergangstyp vom Nef zur Karacke
- Peter von Danzig, 1462 in La Rochelle, 1471 Wiederherstellung in Danzig, Lüa ca. 51 m, ca. 800 t, kaperndes Kriegsschiff
- Santa Maria, um 1480, Lüa 23,6 m, 150 t, Flaggschiff Christoph Kolumbus', in seinen Tagebüchern nur als Nao (auch „Schiff“ ohne Typisierung) bezeichnet, Einordnung als Karacke umstritten, auch die Typisierung als Karavelle diskutiert
- Gribshunden, 1484, Lüa 35 m, dänisches Kriegsschiff
- São Gabriel, 1497, 250 t, Lüa 32 m, Flaggschiff auf Vasco da Gamas erster Indienreise, auf der Rückfahrt im Atlantik aufgegeben[4]
- Santa Catarina do Monte Sinai 1500, Lüa 38 m, 800 t, Flaggschiff auf Vasco da Gamas dritter Reise nach Indien
- Flor de la mar, 1502, Lüa 38 m, >400 t, portugiesisches Schiff für Gewürzrouten
- Mary Rose, 1511, Lüa 45 m, anfangs 500 t, später 700–800 t, englisches Kriegsschiff
- Bom Jesus, 1533 vor der Namib-Küste im Südwesten Afrikas gesunkenes Handelsschiff; ihr Fund 2008 gilt als einer der bedeutendsten weltweit
- Santa Anna, 1522, Zuladung >900 t, mit Bleiplatten beschlagenes Kriegsschiff des Johanniterordens, erfolgreich im Kampf gegen das Osmanische Reich eingesetzt
- Jesus von Lübeck, um 1540, Lüa 52 m, 700 t, Viermaster, von Heinrich VIII. in Lübeck für die Royal Navy angekauft, ab 1564 Kaperschiff, 1568 in spanischer Hand
- Victoria, 1519, Lüa 28 m, 102 t, einziges der fünf Schiffe von Magellans Erdumrundung, das diese durchhielt und wieder in Spanien ankam
- Concepción , Lüa ca. 30 m, eines der fünf Schiffe von Magellans Erdumrundung, auf den Philippinen von Besatzung der Flottille aufgegeben
- Santa Catarina, 1500 t, portugiesisches Handelsschiff, 1603 von Niederländern aufgebracht
- Madre de Deus, portugiesiches Handelsschiff, 1609 im Hafen von Nagasaki zerstört